# V20 엔진
V20 엔진(영어: V20 engine)은 20기통 피스톤 엔진으로 10개의 실린더로 구성된 2개의 뱅크가 공통 크랭크축 주위에 V 구성으로 배열되어 있다. 대형 디젤 V20 엔진은 디젤 기관차, 운반 트럭, 발전기 및 해양 응용 분야에 사용되었다.

## 역사
1930년대 후반부터 메르세데스-벤츠는 선박용 대형 V20 디젤 엔진을 여러 대 생산했다. 첫 번째 엔진은 MB 500 V12 엔진을 기반으로 하는 MB 501로 1937년 급 Schnellboot(고속 공격 보트)와 여러 잠수함에 탑재되었다.이후 버전에는 슈퍼차지 MB 511 엔진과 인터쿨러가 추가된 MB 518이 포함되어 있다. MB 511의 사본은 Ludwigsfelde의 VEB Motorenwerk에서 생산했으며 VEB 20 KVD 25라고 불렀다. MB 518의 생산은 1951년에 재개되었으며,MTU에서 MB 20 V라고 하는 엔진도 제조되었다.
일렉트로-모티브 디젤 EMD 645E3 2행정 V20 터보 디젤 엔진은 EMD SD45와 같은 1960년대 디젤 전기 기관차에 사용되었다. 엔진의 배기량은 211 L (12,876 cu in)이고 순견인력은 2.7 MW (3,600 hp)다.최대 총 전력 출력은 자체 테스트 모드에서 작동할 때 5,000hp에 가깝다 (생성된 출력은 저항기에 의해 소산됨). EMD 645 엔진의 최신 버전은 EMD SD45-2 및 EMD SD45T-2 기관차에 사용되었다. EMD는 또한 1995년 EMD SD80MAC 기관차에 사용된 EMD 710 디젤 엔진의 V20 버전을 생산했다.EMD 710은 현재까지도 생산되고 있으며 주로 발전 및 선박 추진에 사용되고 있다.
디트로이트 디젤 시리즈 149 20V149는 2,980cu in(48.8L)의 용량에서 2,936hp(2,189kW)의 출력을 제공하며, 2000년에 생산을 중단하였다.
현재 생산 중인 V20 디젤 엔진에는 Fairbanks Morse FM | MAN 28/33D STC, FM | MAN 32/44CR, FM | MAN 175D, FM | COLT-PIELSTICK PA6B STC, 다른 것들은 최대 9.8 MW (13,100 hp)를 생산하는 Wärtsilä 20V32,MTU 20V1163 6MW(8,045hp)MTU 20V4000 2.8MW(3,755hp), Catpilers(3,755hp), MTU0 21V00이다.

## 같이 보기
- V 엔진
- 위키미디어 공용에 V20 엔진 관련 미디어 자료가 있습니다.